# Club sportif de Makthar
 (août 2024).
Si vous disposez d'ouvrages ou d'articles de référence ou si vous connaissez des sites web de qualité traitant du thème abordé ici, merci de compléter l'article en donnant les références utiles à sa vérifiabilité et en les liant à la section « Notes et références ».
Maillots
Le Club sportif de Makthar (arabe : النادي الرياضي بمكثر), plus couramment abrégé en CS Makthar, est un club tunisien de football fondé en 1942 et basé dans la ville de Makthar.
Le CSM évolue durant la saison 2022-2023 en Ligue III. 

## Entraîneurs
- Houssem Toumi